# 赵义庭
赵义庭（1919年—1992年），出生于山东省曹县火神台集，豫剧生角演员。曾任中国戏剧家协会会员、河南省剧协理事。代表作有《南阳关》、《八郎探母》、《提寇》、《黄鹤楼》、《白蛇传》等。从事豫剧演出达60多年。

## 获奖
- 1952年戏曲观摩演出三等奖
- 1956年河南省首届戏曲表演一等奖